# I liga polska w piłce nożnej plażowej (2014)
I liga piłki nożnej plażowej 2014 – 3. edycja rozgrywek drugiego poziomu ligowego piłki nożnej mężczyzn w Polsce, przy czym była to druga edycja z podziałem na dwie grupy.

## Boiska
|  | Miejscowość | Grupa      | Klub                 |
|  | ----------- | ---------- | -------------------- |
|  | Warszawa    | południowa | Beckerarena Warszawa |
|  | Sztutowo    | północna   | -                    |

## Grupa południowa
I liga piłki nożnej plażowej, grupa południowa – brało w niej udział 6 drużyn. Turniej odbył się w dniach 12-13 lipca. Zwyciężyła drużyna KU AZS SAN Łódź.

### Drużyny
| Drużyna              | Sezon w I lidze | Uwagi                                                                       |
| -------------------- | --------------- | --------------------------------------------------------------------------- |
| Beckerarena Warszawa | 1               | gospodarz boiska turniejowego; drużyna otrzymała walkower wszystkich meczów |
| Dragon's Sławno      | 1               |                                                                             |
| KU AZS SAN Łódź      | 1               |                                                                             |
| Pro-Fart Głowno      | 3               |                                                                             |
| Tonio Team Sosnowiec | 2               |                                                                             |
| UKS Milenium Gliwice | 3               |                                                                             |

### Wyniki
| Miejsce | Drużyna              | Mecze | Punkty | Zwyc. | Zw.pd. | Por. | Bramki |
| ------- | -------------------- | ----- | ------ | ----- | ------ | ---- | ------ |
| 1.      | KU AZS SAN Łódź      | 5     | 15     | 5     | 0      | 0    | 31-13  |
| 2.      | Tonio Team Sosnowiec | 5     | 9      | 3     | 0      | 2    | 23-19  |
| 3.      | Pro-Fart Głowno      | 5     | 9      | 3     | 0      | 2    | 21-16  |
| 4.      | Milenium Gliwice     | 5     | 6      | 2     | 0      | 3    | 21-17  |
| 5.      | Dragon's Sławno      | 5     | 5      | 1     | 1      | 3    | 26-32  |
| 6.      | Beckerarena Warszawa | 5     | 0      | 0     | 0      | 5    | 0-25   |

### Nagrody indywidualne
Najlepszy bramkarz: Ernest Kotlarek (Pro-Fart Głowno)

Najlepszy zawodnik: Łukasz Galanciak (KU AZS SAN Łódź)

Król strzelców: Rafał Kiklaisz (Tonio Team Sosnowiec)

## Grupa północna
I liga piłki nożnej plażowej, grupa północna – brało w niej udział 5 drużyn. Turniej rozpoczął się 26 lipca, a skończył dzień później. Zwycięzca grupy został Wodomex Bojano.

### Drużyny
| Drużyna                 | Sezon |
| ----------------------- | ----- |
| Alga Sztutowo           | 2     |
| Bryza Sztutowo          | 3     |
| Morze Stegna            | 2     |
| Straż Pożarna Choszczno | 3     |
| Wodomex Bojano          | 1     |

### Tabela łączna
| Miejsce | Drużyna                 | Mecze | Punkty | Zwyc. | Zw.pd. | Por. | Bramki |
| ------- | ----------------------- | ----- | ------ | ----- | ------ | ---- | ------ |
| 1.      | Wodomex Bojano          | 4     | 12     | 4     | 0      | 0    | 34-6   |
| 2.      | Bryza Sztutowo          | 4     | 6      | 2     | 0      | 2    | 15-18  |
| 3.      | Alga Sztutowo           | 4     | 6      | 2     | 0      | 2    | 22-21  |
| 4.      | Morze Stegna            | 4     | 3      | 1     | 0      | 3    | 11-19  |
| 5.      | Straż Pożarna Choszczno | 4     | 2      | 0     | 1      | 3    | 16-33  |

### Nagrody indywidualne
Najlepszy bramkarz: Maciej Ranoszek (Alga Sztutowo)

Najlepszy zawodnik: Łukasz Dempc (Wodomex Bojano)

Król strzelców: Patryk Kiełczyński (Alga Sztutowo)